# Hasan al-Mustánsir
Hasan al-Mustánsir, bereber de la dinastía hammudí, fue el cuarto rey de la Taifa de Málaga al ocupar el trono entre 1040 y 1042.
Sucedió a su sobrino Yahya II al-Qa'im al obligarlo a abandonar el trono en 1040. Su breve reinado finalizaría cuando, en 1042, fue derrocado por el eslavo Naya al-Siqlabi que se hizo con el gobierno de la taifa malagueña.
| Predecesor: Yahya II al-Qa'im | Rey taifa de Málaga 1040-1042 | Sucesor: Naya al-Siqlabi |